# Gruppe S

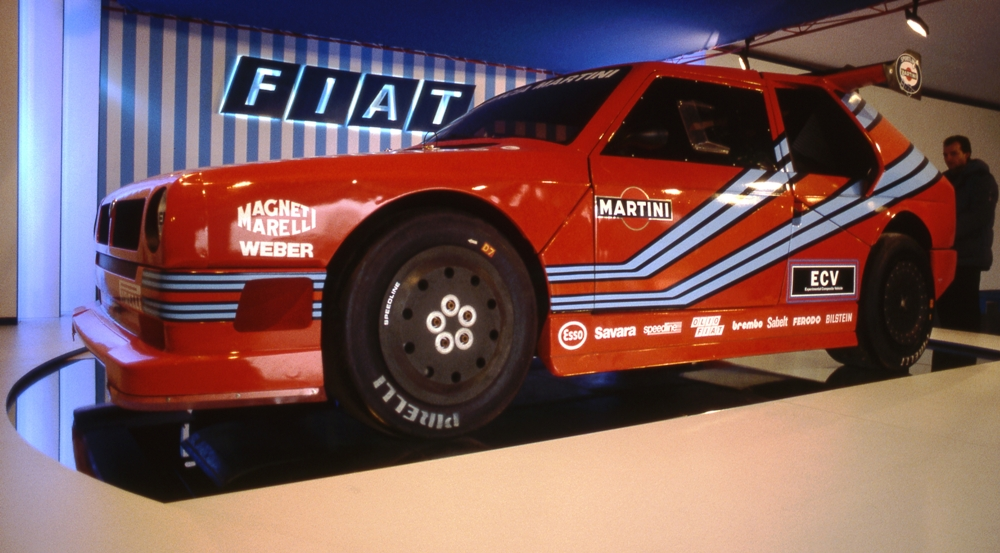
Lancias Gruppe-S-Studie ECV1

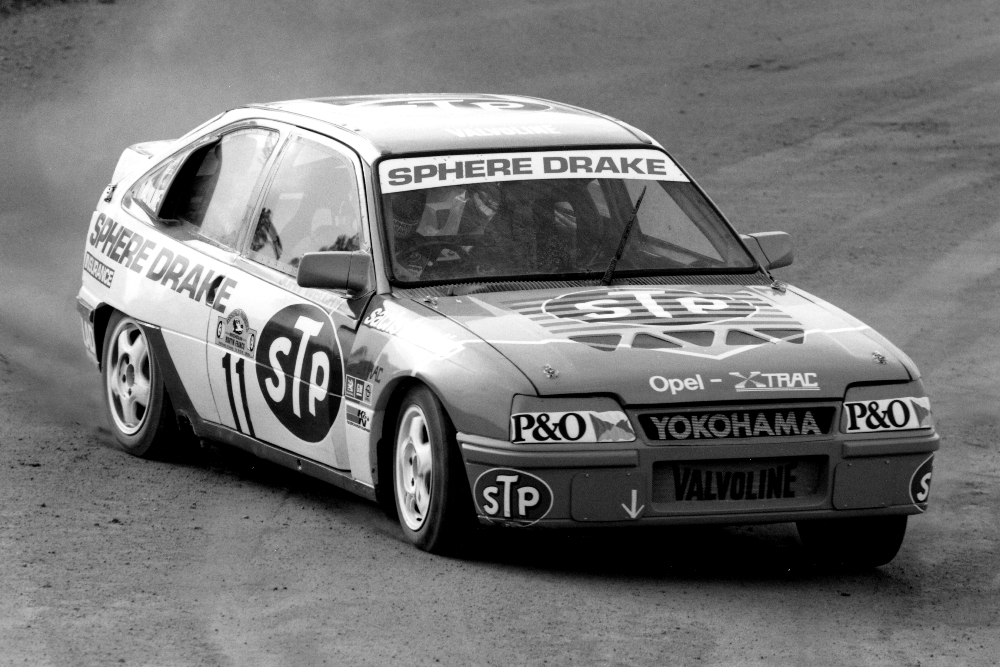
Opels 4×4-Kadett im Rallycross

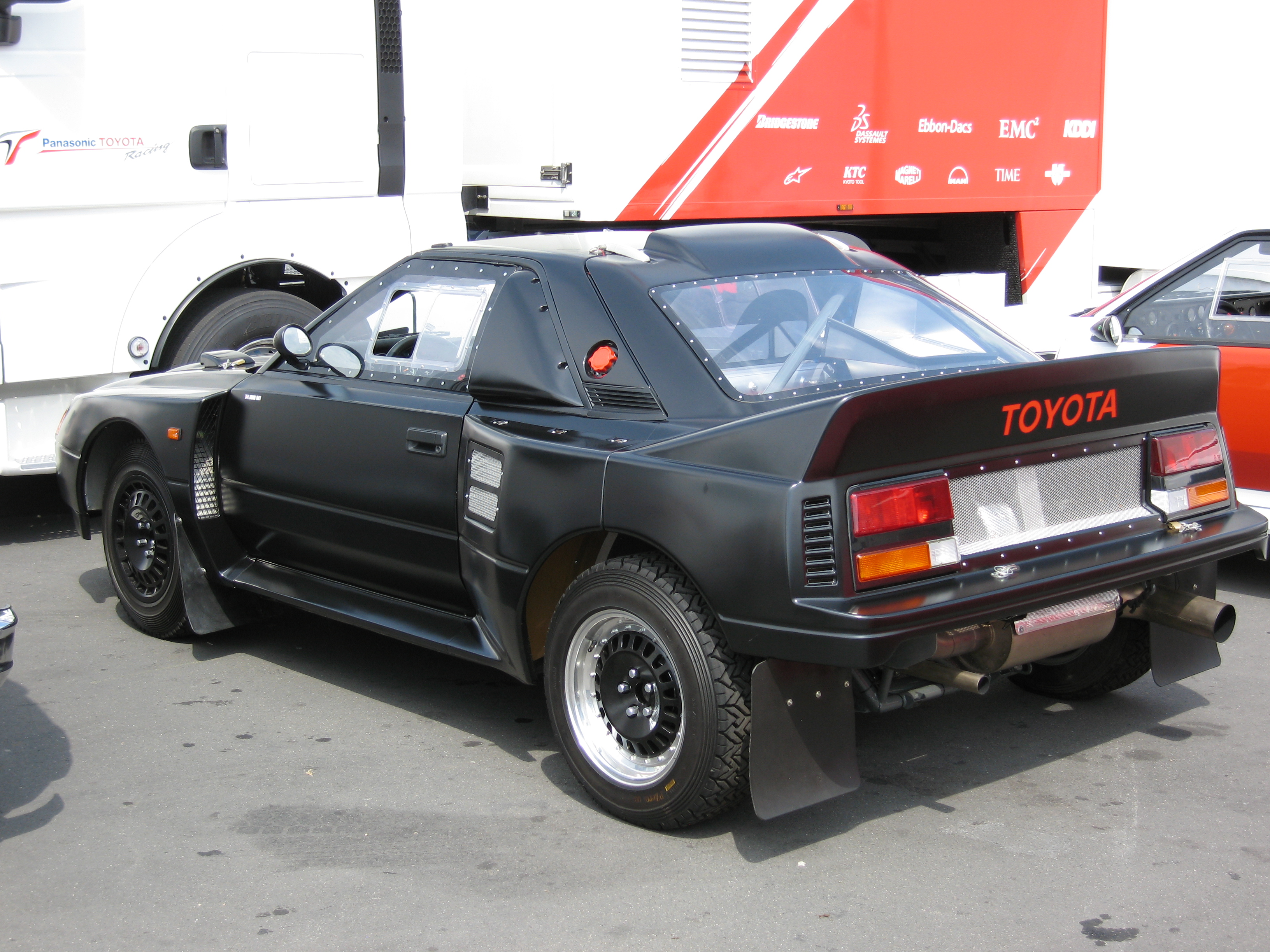
Toyotas Gruppe-S-Studie MR2 222D

Die Gruppe S war im Motorsport eine geplante Rallye-Fahrzeugkategorie, mit der die Welt-Automobilsporthoheit FIA ab dem Jahre 1988 in der Rallye-Weltmeisterschaft die Autos der Gruppe B ablösen wollte. Da es aber im Laufe des Jahres 1986 zu mehreren tödlichen Unfällen mit Gruppe-B-Fahrzeugen kam, wurden diese mit Wirkung zum Saisonende 1986 seitens der FIA aus der Rallye-WM verbannt und gleichzeitig die Pläne für die Einführung der Gruppe S wieder verworfen. Stattdessen wurden in der Rallye-WM ab 1987 Autos eingesetzt, die in der Gruppe A homologiert waren.

## Fahrzeugstudien und geplantes Reglement
Mehrere Werksteams von in der Rallyeszene engagierten Automobilherstellern hatten sich bis dahin bereits intensiv mit der Gruppe S beschäftigt und auch schon fahrbereite Prototypen entwickelt, denen durch die kompromisslose Entscheidung der FIA die Basis entzogen wurde und die deswegen nie auf den Rallyepisten der Welt zum Einsatz kamen. Während in Folge einige dieser Fahrzeugstudien zu reinen Ausstellungsstücken im Rahmen von Automobilmessen und Automuseen gemacht wurden, funktionierte man einige wenige zu Wettbewerbsautos in Motorsportarten um, in denen auch Prototypen oder liberale Einzelanfertigungen starten durften. So kam es beispielsweise dazu, dass die beiden von Opel in Rüsselsheim gebauten Opel Kadett E Rallye 4×4, die im Rahmen eines extrem harten Testprogramms unter dem Deutschen Erwin Weber und dem Belgier Guy Colsoul an der Rallye Dakar 1986 teilgenommen hatten, später von dem Briten John Welch über mehrere Jahre hinweg in der Rallycross-Europameisterschaft sowie in der Britischen Rallycross-Meisterschaft zu diversen Erfolgen gefahren wurden.
Während für eine Homologation in der Gruppe B insgesamt 200 Exemplare des betreffenden Modells produziert und der FIA präsentiert werden mussten, sollten für die Gruppe S nur mehr 10 Einheiten hergestellt werden, was auch für weniger betuchte Teams die Möglichkeit bedeutet hätte, konkurrenzfähige Rallyeautos zu bauen. Darüber hinaus sollte die Leistung der Gruppe-S-Autos auf maximal 300 PS begrenzt werden (der Hubraum für Turbomotoren sollte 1200 cm³ und der für Saugmotoren 2400 cm³ nicht überschreiten), wodurch auch die immensen Entwicklungskosten der mutmaßlich über 500 PS starken Gruppe-B-Motoren nicht zu einem Thema geworden wären. Die Planungen der FIA-Techniker zielten darauf hinaus, dass einerseits die Gruppe-S-Fahrzeuge selbst stabiler und somit sicherer als die der Gruppe B werden sollten, und dass sie andererseits durch eine starke Leistungsbeschneidung für die Rallyepiloten leichter zu fahren und dadurch kontrollierbarer gewesen wären.

## Gruppe-S-Prototypen
- Audi Sport quattro RS 002
- Lancia ECV (1 und 2)
- Opel Kadett E Rallye 4×4 (in Großbritannien als Vauxhall Astra Mk2 4S in Entwicklung und Einsatz)
- Toyota MR2 222D